# 西の河原
西の河原（さいのかわら）は、北海道古宇郡神恵内村珊内（さんない）ジュウボウ岬にある霊場。アイヌ語で「神の遊びしところ」を意味する「カムイミンタラ」と呼ばれていた。

## 概要

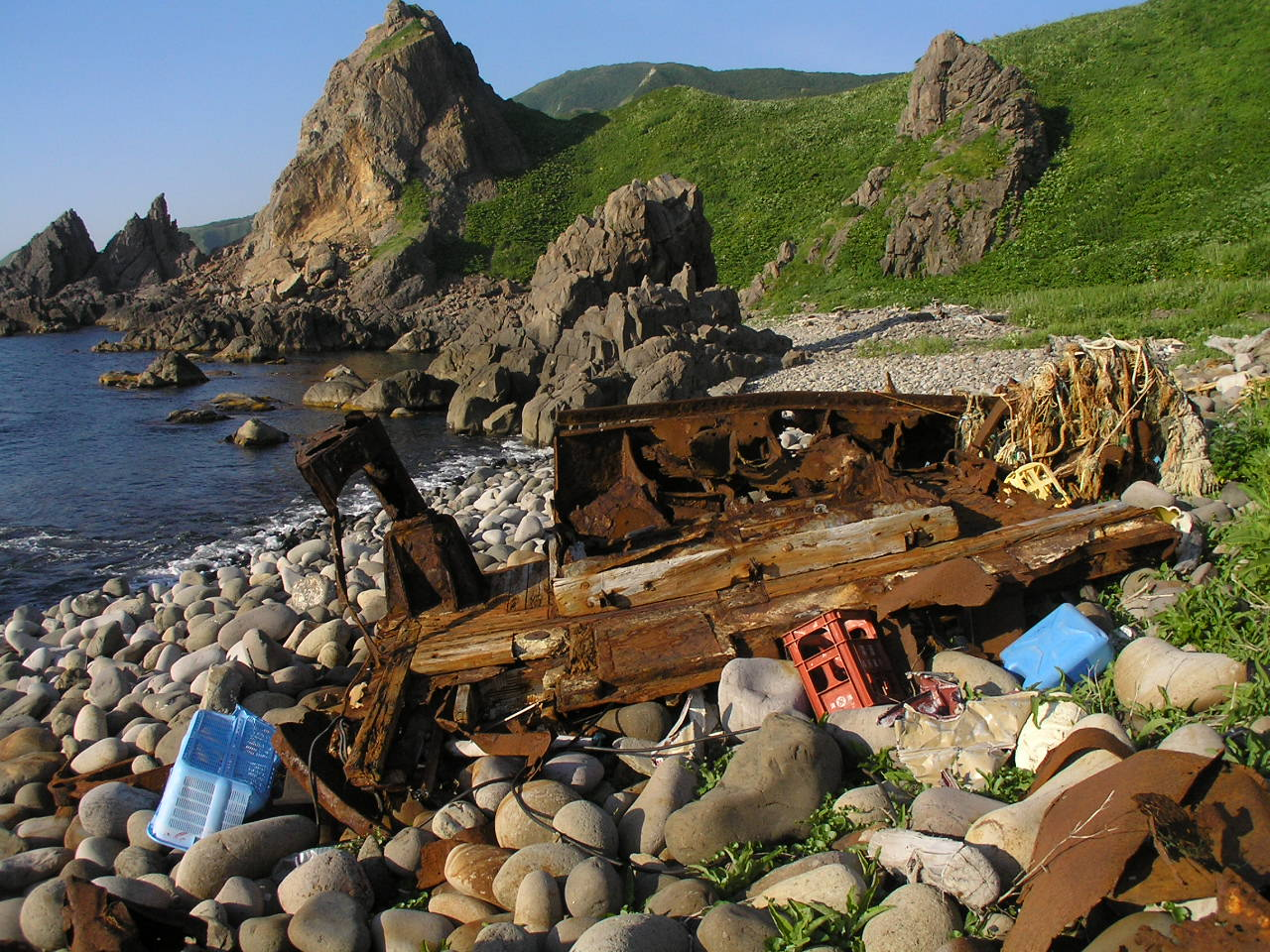
西の河原に漂着した難破船（2006年）

積丹半島先端神威岬の約10km南に鉞型に突き出し位置するジュウボウ岬の付け根付近一帯は、海岸を形成する奇岩が地の果てを思わせる荒涼とした景観を形成している。「蝦夷日誌」（1856年（安政3年）松浦武四郎）には「西院の河原と和人が呼ぶ地有り」との記述が見られる。風が強く、ハマナスの咲き乱れる浜には、ゴロタ石に混ざり、多くの漂着物が打ち上げられて独自の雰囲気を醸し出しており、古来より霊場として地元の人々によって信仰され守られてきた。
積丹半島一帯は船の往来の難所で遭難が多発しており、北海道三大難所（茂津多岬、雄冬岬、神威岬）のひとつに数えられ、船乗りの間では古くより「地獄の賽の河原」と呼ばれて恐れられてきた。浜辺には打ち上げられたまま放置された難破船の残骸も見られる（2004年の台風18号により残骸と化したが、一部がまだ残っている）。遭難者の霊を祀るための地蔵が建てられたことが始まりとされ、現在では地蔵堂をはじめ、マニ車、燈籠や浜辺には多くの石が積み上げられ、賽の河原を具現したかのような異様な雰囲気を漂わせる。地蔵は、木の根を人の形に彫ったものだが、このほかに地蔵堂には300体ほどの石の地蔵が納められている。昭和30年代までは年2回（1月、6月）に西の河原と月舟寺にて地蔵講が開催されたという。霊場は現在も月舟寺（曹洞宗）によって管理されている。また、あたりには、血の池、極楽穴、地獄穴と名づけられたところもあり、悪事を働いた者はそこへ落ちるとされた。
シュウボウ岬は、1999年3月に海に向かって右側が大きく崩壊し、形状がそれまでとは一変している。岬は中央に割れ目があるために、一周はできない。岬の南側にはシシャモナイの滝がある。
1952年に後志10景のひとつに数えられるが、1996年10月に積丹半島を周遊する国道229号が完成し、海岸沿いの遊歩道が整備されるまでは船でしか行く方法はなく、地元住民以外来るものもまれなる秘境であった。国道が完成し駐車場ができた現在でも、特に観光的要素のない地であり、わざわざ訪れるものはまれである。

### 言い伝え
地蔵に関する言い伝えでは、難船で妻子を亡くした男が、浜辺に漂着した流木を鰊粕（茹でたニシンから油を搾り出し、搾りかすを醗酵・乾燥させたもの。高級な肥料として珍重されていた）を作るための薪にしたがうまく燃えず、海に流しても再び浜辺に打ち上げられるのを見て、その木に妻子を刻み、祀ったことに始まる。

## 例祭
- 毎年6月24日 西の河原地蔵尊大祭

## 交通アクセス
- 自動車：国道229号の西の河原トンネルと大天狗トンネルの間にある駐車場から、徒歩約20分。
- バス：国道駐車場付近に北海道中央バス「西の河原」停留所が設置され、岩内ターミナル - 神恵内の路線が神威岬まで延長運行する夏期のみ停車していたが[1]、2024年（令和6年）10月1日に路線廃止となった[2]。
- 1996年、遊歩道が整備されたが、2001年より草刈がされず通行止めになっている。海岸線沿いに歩くことができる。マムシ、クマ、高波に注意。